# Samhak-dong, Gunsan
Samhak-dong (koreanska: 삼학동) är en stadsdel i staden Gunsan i provinsen Norra Jeolla i den sydvästra delen av Sydkorea, 180 km söder om huvudstaden Seoul.